# Lucid Motors
Lucid Motors (tidigare känd som Atieva) är ett amerikanskt bilföretag som tillverkar elbilar. Företag grundades 2007 och har sitt huvudkontor i Menlo Park i Kalifornien. Företaget offentliggjorde en prototypbil december 2016 vid namn Lucid Air som planeras ha 1 000 hästkrafter och påstås kunna accelerera från 0–97 km/h (0–60 mph) på 2,5 sekunder. Lucid Motors planerar att börja producera bilen 2018. Under 2021 planerar de att producera modellen Lucid Air i en fabrik i Arizona. Modellen har verifierats av oberoende FEV och uppnått en uppskattad EPA-räckvidd på 517 miles (830 kilometer) vilket skulle innebära den längsta räckvidden som någonsin är uppmätt med en elbil .